# Майк Мерфі
Майк Мерфі (англ. Mike Murphy; нар. 12 вересня 1950, Торонто) — колишній канадський хокеїст, що грав на позиції правого нападника. Згодом — хокейний тренер.
Провів понад 800 матчів у Національній хокейній лізі.

## Ігрова кар'єра
Хокейну кар'єру розпочав 1968 року в Онтарійській хокейній асоціації.
1970 року був обраний на драфті НХЛ під 25-м загальним номером командою «Нью-Йорк Рейнджерс».
Протягом професійної клубної ігрової кар'єри, що тривала 13 років, захищав кольори команд «Сент-Луїс Блюз», «Нью-Йорк Рейнджерс» та «Лос-Анджелес Кінгс».
Загалом провів 897 матчів у НХЛ, включаючи 66 ігор плей-оф Кубка Стенлі.

## Тренерська робота
1986 року розпочав тренерську роботу в НХЛ. Працював з командами «Лос-Анджелес Кінгс», «Нью-Йорк Рейнджерс», «Оттава Сенаторс», «Торонто Мейпл-Ліфс» та «Ванкувер Канакс».

## Нагороди та досягнення
- Учасник матчу усіх зірок НХЛ — 1980.

## Статистика
| Сезон        | Клуб                 | Ліга         | Регулярний сезон | Регулярний сезон | Регулярний сезон | Регулярний сезон | Регулярний сезон | Плей-оф | Плей-оф | Плей-оф | Плей-оф | Плей-оф |
| Сезон        | Клуб                 | Ліга         | І                | Г                | П                | О                | ШХ               | І       | Г       | П       | О       | ШХ      |
| ------------ | -------------------- | ------------ | ---------------- | ---------------- | ---------------- | ---------------- | ---------------- | ------- | ------- | ------- | ------- | ------- |
| 1968–69      | «Торонто Мальборос»  | ОХА          | 44               | 16               | 23               | 39               | 53               | —       | —       | —       | —       | —       |
| 1969–70      | «Торонто Мальборос»  | ОХА          | 54               | 23               | 27               | 50               | 68               | —       | —       | —       | —       | —       |
| 1970–71      | «Омаха Найтс»        | ЦХЛ          | 59               | 24               | 47               | 71               | 37               | 11      | 4       | 8       | 12      | 17      |
| 1971–72      | «Омаха Найтс»        | ЦХЛ          | 8                | 1                | 4                | 5                | 12               | —       | —       | —       | —       | —       |
| 1971–72      | «Сент-Луїс Блюз»     | НХЛ          | 63               | 20               | 23               | 43               | 19               | 11      | 2       | 3       | 5       | 6       |
| 1972–73      | «Сент-Луїс Блюз»     | НХЛ          | 64               | 18               | 27               | 45               | 48               | —       | —       | —       | —       | —       |
| 1972–73      | «Нью-Йорк Рейнджерс» | НХЛ          | 15               | 4                | 4                | 8                | 5                | 10      | 0       | 0       | 0       | 0       |
| 1973–74      | «Нью-Йорк Рейнджерс» | НХЛ          | 16               | 2                | 1                | 3                | 0                | —       | —       | —       | —       | —       |
| 1973–74      | «Лос-Анджелес Кінгс» | НХЛ          | 53               | 13               | 16               | 29               | 38               | 5       | 0       | 4       | 4       | 0       |
| 1974–75      | «Лос-Анджелес Кінгс» | НХЛ          | 78               | 30               | 38               | 68               | 44               | 3       | 3       | 0       | 3       | 4       |
| 1975–76      | «Лос-Анджелес Кінгс» | НХЛ          | 80               | 26               | 42               | 68               | 61               | 9       | 1       | 4       | 5       | 6       |
| 1976–77      | «Лос-Анджелес Кінгс» | НХЛ          | 76               | 25               | 36               | 61               | 58               | 9       | 4       | 9       | 13      | 4       |
| 1977–78      | «Лос-Анджелес Кінгс» | НХЛ          | 72               | 20               | 36               | 56               | 48               | 2       | 0       | 0       | 0       | 0       |
| 1978–79      | «Лос-Анджелес Кінгс» | НХЛ          | 64               | 16               | 29               | 45               | 38               | 2       | 0       | 1       | 1       | 0       |
| 1979–80      | «Лос-Анджелес Кінгс» | НХЛ          | 80               | 27               | 22               | 49               | 29               | 4       | 1       | 0       | 1       | 2       |
| 1980–81      | «Лос-Анджелес Кінгс» | НХЛ          | 68               | 16               | 23               | 39               | 54               | 1       | 1       | 0       | 1       | 0       |
| 1981–82      | «Лос-Анджелес Кінгс» | НХЛ          | 28               | 5                | 10               | 15               | 20               | 10      | 2       | 1       | 3       | 32      |
| 1982–83      | «Лос-Анджелес Кінгс» | НХЛ          | 74               | 16               | 11               | 27               | 52               | —       | —       | —       | —       | —       |
| Усього в НХЛ | Усього в НХЛ         | Усього в НХЛ | 831              | 238              | 318              | 556              | 514              | 66      | 13      | 23      | 36      | 54      |

## Тренерська статистика
| Команда | Сезон   | Регулярний сезон | Регулярний сезон | Регулярний сезон | Регулярний сезон | Регулярний сезон | Регулярний сезон | Плей-оф                  |
| Команда | Сезон   | І                | В                | П                | Н                | О                | Результат        | Результат                |
| ------- | ------- | ---------------- | ---------------- | ---------------- | ---------------- | ---------------- | ---------------- | ------------------------ |
| ЛАК     | 1986–87 | 38               | 13               | 21               | 4                | (70)             | 4-е в ДС         | програш у першому раунді |
| ЛАК     | 1987–88 | 27               | 7                | 16               | 4                | (68)             | 4-е в ДС         | звільнений               |
| ТОР     | 1996–97 | 82               | 30               | 44               | 8                | 68               | 6-е в ЦД         | не вийшли                |
| ТОР     | 1997–98 | 82               | 30               | 43               | 9                | 69               | 6-е в ЦД         | не вийшли                |
| Усього  | Усього  | 229              | 80               | 124              | 27               |                  |                  |                          |